# Harry Eden
Harry Eden, född 1 mars 1990 i London, Storbritannien och bor i Essex, Old Harlow, Storbritannien, är en brittisk skådespelare. Han medverkade bland annat i filmen Oliver Twist som Jack Dawkins. 
Eden spelar tennis och golf. Han har ett handicap på 1 och deltog 2008 i Dunhill Links Championship. 

## Filmografi i urval
- 2002 - Pure - Paul
- 2003 - Peter Pan - Nibs
- 2003 - Real Men - Russel Wade
- 2005 - Bleak house - Jo
- 2005 - Oliver Twist - Artful Dodger
- 2005 - The Lazarus Child -  Ben Heywood
- 2005 – Bleak House (TV-serie)
- 2008 - Flashbacks of a Fool - Young Joe Scott
- 2010 - Nightswimming - Luke

## Utmärkelser
- 2003 - British Independent Film Award för Most Promising Newcomer Role i Pure.